# Шокачка народна ношња — Бачки Моноштор
Шокачка народбна ношња — Бачки Моноштор је стручна књига, ауторке Душанке Дубајић, објављена 2017.  године у издању Градске библиотеке "Карло Бјелицки" Сомбор. Књига је објављена под покровитељством Града Сомбора и Месне заједнице Бачки Моноштор.

## О књизи
Књига је о народној ношњи Шокаца у Бачком Моноштору. О томе ко је носи, када и како. О врстама, кроју, шари и везу. И о изради и врсти ткања и самог најчешћег материјала за ткање - вуни и конопљи.
Књига је богато илустрована са фотографијама али и са цртежима саме ауторке. На почетку књиге је кратка студија о самом Бачком Моноштору.

## О ауторки
Душанка Дубајић је рођена у Апатину. И живи у Апатину. Радила је двадесет година у Бачком Моноштору, као наставница ликовне културе. Препознала је лепоту и уметност шокачке народне ношње, сама била креативна и учила децу креативности и уметности.